# مارتین روتبلات
مارتین روتبلات (انگلیسی: Martine Rothblatt؛ زادهٔ ۱۰ اکتبر ۱۹۵۴) وکیل و کارآفرین اهل ایالات متحده آمریکا است، که در سال ۲۰۰۸ شرکت سیریوس اکس‌ام را تأسیس کرد.